# Ломбокский пролив
Ломбо́кский проли́в (также пролив Ломбо́к; индон. Selat Lombok) — пролив в акватории Малайского архипелага между индонезийскими островами Бали и Нуса-Пенида (с западной стороны) и Ломбок (с восточной стороны).
В проливе проходит линия Уоллеса, разделяющая биогеографические области Азии и Австралии. Кроме того, он играет ключевую роль в системе Индонезийского потока — комплекса океанских течений, перемещающих в этом регионе водные массы Тихого и Индийского океана в обе стороны.
Будучи весьма глубоководным и удобным для судоходства, служит важнейшим морским путём между акваториями Тихого и Индийского океана. В акватории пролива ведётся масштабный рыболовный, а также жемчужный промысел.

## Географическое положение

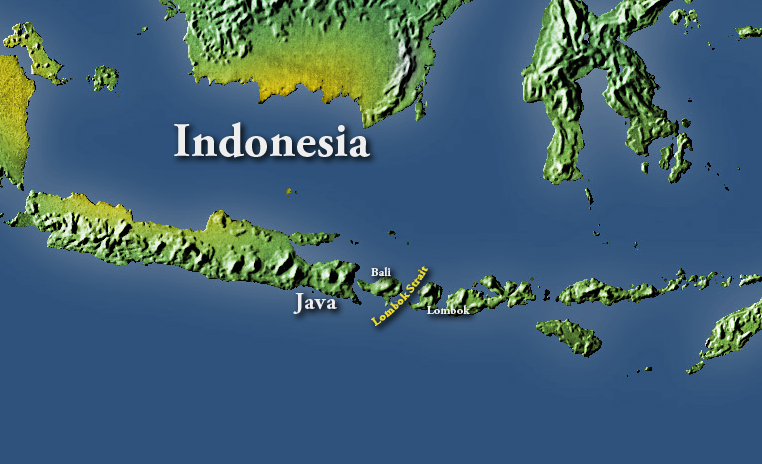
Ломбокский пролив на карте южной части Индонезии

Пролив соединяет акватории моря Бали Тихого океана, находящегося с северной стороны, и Индийского океана, расположенного с южной стороны. К западу находятся острова Бали и Нуса-Пенида, с восточной стороны — остров Ломбок. Все острова, выходящие на пролив, относятся к Малой Зондской гряде Малайского архипелага.
В юго-западной части пролива его акватория смыкается с акваторией пролива Бадунг, проходящего между островами Бали и Нуса-Пенида. В Ломбокском проливе имеется несколько мелких островов. Три наиболее значительных из них, находящиеся у северо-западного побережья Ломбока, составляют архипелаг Гили.
Минимальная ширина пролива — около 18 км (между восточной оконечностью Нуса-Пениды и юго-западной оконечностью Ломбока). Рельеф дна весьма сложный, в общем характерно резкое увеличение глубины с юга на север, иногда крутыми уступами. Максимальная глубина — около 1400 м (в северной части пролива). Минимальная глубина по фарватеру — не менее 250 м.
В проливе проходит административная граница между индонезийскими провинциями Бали и Западные Малые Зондские острова. Берега пролива достаточно плотно населены. На балийском берегу находится множество поселений сельского типа, на ломбокском — Матарам, главный город острова и административный центр провинции Западные Малые Зондские острова. Иногда к портам Ломбокского пролива относят балийский Падангбай, который в действительности находится на берегу пролива Бадунг.

## Природные условия
Ломбокский залив имеет особое значение с точки зрения биогеографического зонирования Земли: здесь проходит линия Уоллеса, разделяющая биогеографические области Азии и Австралии. В результате этого флора и фауна его западного и восточного берегов, отстоящих друг от друга не более, чем на несколько десятков километров, имеют ряд принципиальных различий.

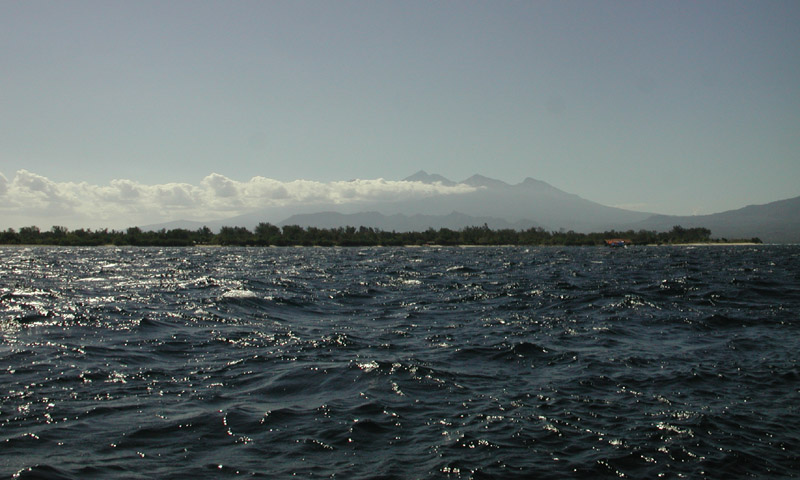
В Ломбокском проливе. Вид с острова Гили-Траванан на остров Гили-Мено. На заднем плане виден вулкан Ринджани, находящийся на северо-западе острова Ломбок

Кроме того, пролив играет исключительно важную роль в системе так называемого «Индонезийского потока» — комплекса океанских течений, перемещающих водные массы из Тихого и Индийского океанов в обоих направлениях через проливы Малой Зондской гряды. Конфигурация и интенсивность этих течений подвержены значительным сезонным колебаниям, однако в целом объёмы потока, движущегося из Тихого океана в Индийский, значительно превосходят объёмы вод, перемещаемых в обратном направлении. Одновременно с этим в проливе наблюдаются весьма заметные приливные течения, интенсивность которых также неодинакова в течение года. Максимальной скорости — около 10 км/ч — эти течения достигают в наиболее узкой части пролива.
Достаточно заметным сезонным колебаниям, предопределяемым периодами муссонных ветров, подвержены также температура и солёность воды в проливе. Если в период северо-западных муссонов (январь — март) первый показатель составляет около 27-28 °C, а второй — порядка 33 ‰, то в период юго-восточных (июль — сентябрь) температура снижается до 26 °C, а солёность, напротив, возрастает до 34-35 ‰. При этом солёность воды в районах тихоокеанских течений вне зависимости от сезона несколько ниже, чем в районах течений из Индийского океана. Небольшие реки Бали и Ломбока, впадающие в пролив, не вызывают сколь-либо заметного опреснения прибрежных вод.
Экологическая обстановка в проливе относительно благополучна, однако возрастающий ущерб ей наносит интенсивное судоходство. Деятельность немногочисленных промышленных предприятий, находящихся на востоке Бали и на западе Ломбока, не оказывает существенного воздействия на местную экосистему.

## Экономическое и транспортное значение

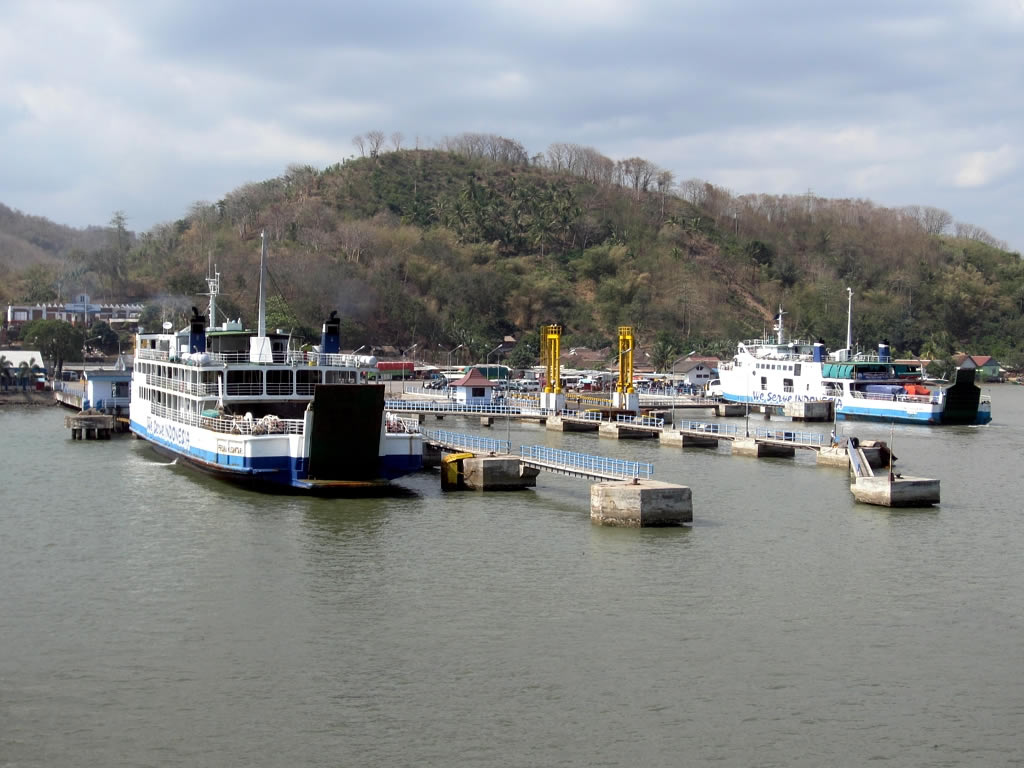
Паромы, прибывшие с Бали в ломбокский порт Лембар

Будучи наиболее глубоководным и удобным для судоходства среди проливов Малой Зондской гряды, Ломбокский пролив служит главным морским путём между акваториями Тихого и Индийского океана в этом районе, пригодным для судов любого класса. Через него, в частности, следуют суда наиболее крупного тоннажа, в том числе супертанкеры, рудовозы и углевозы, не способные пройти не только через остальные проливы гряды, но также через Зондский пролив (240 км восточнее находится пролив Омбай, соединяющий акватории Тихого и Индийского океанов, также проходимый судами всех типов).
Достаточно оживлённое судоходство налажено также между портами Бали и Ломбока. Наиболее значительные объёмы пассажирских и грузовых перевозок приходятся на паромную переправу, действующую между балийским Падангбаем и ломбокским Лембаром.
В водах пролива ведется активный лов рыбы и морепродуктов, причём с учётом объёма местных биоресурсов масштабы промысла планомерно наращиваются. Кроме того, акватория, прилегающая к побережью Ломбока, является одним из основных районов добычи и выращивания жемчуга в Индонезии.
На балийском и ломбокском берегах пролива имеется большое количество морских курортов, пляжей. Прибрежные воды пользуются популярностью у любителей морского отдыха, в том числе дайвинга, сноркелинга, серфинга.